# 歌川芳辰
歌川 芳辰（うたがわ よしたつ、生没年不詳）とは、江戸時代から明治時代にかけての浮世絵師。

## 来歴
歌川国芳の門人。歌川の画姓を称し一雷斎（または一電斎）と号す。作画期は嘉永から明治初年頃にかけてとされ、美人画や武者絵などを描く。

## 作品
- 『教訓実事叢談初編』　※橋爪貫一編、明治15年（1882年）刊行。
- 「順礼」　錦絵